# Хачатурян, Кристине Дарчоевна
Кристине (Кристина) Дарчоевна Хачатурян (арм. Քրիստինե Խաչատուրյան; родилась 28 февраля 1992 в Кировакане) — российская регбистка, нападающая клуба «ВВА-Подмосковье» (до 2020 года команда клуба по регби-7 называлась «РГУТИС-Подмосковье»), игрок женских сборных России по регби-7 и регби-15. Мастер спорта России (20 ноября 2017).

## Биография
Ранее занималась баскетболом в любительской команде, в 2015 году пришла в регби. Первый тренер — Анна Готцева. В составе подмосковных команд с 2016 года, чемпионка России 2018 и 2019 годов.
В составе женской сборной по регби-15 участница чемпионата Европы 2019 года и его бронзовый призёр. В составе сборной по регби-7 привлекалась на тренировочные сборы в преддверии Мировой серии по регби-7 (сезон 2017/2018 и 2018/2019); участница первого этапа чемпионата Европы 2017 года (чемпионка Европы).